# かんなぎ (漫画)
『かんなぎ』は、武梨えりによる日本の漫画作品である。副題は「Crazy Shrine Maidens」。『月刊ComicREX』（一迅社刊）にて創刊号（2006年1月号）から2017年9月号まで連載された。2010年8月時点で第6巻までのコミックス累計発行部数は200万部を記録している。
2009年1月号より、「作者の病気療養」という理由 で長期にわたる連載休止の状態となっていたが、2010年9月に2011年に連載を再開する旨が発表され、2011年7月27日発売の『Comic REX』9月号より連載を再開した。また、『Comic REX』2010年4月号より、漫画家の結城心一によるスピンオフギャグ漫画『かんぱち』が連載された（後述）。
2008年10月よりテレビアニメが放送し、2008年6月よりテレビアニメ企画と連動したインターネットラジオ番組も公式サイト上で配信された。

## あらすじ
美術部員の高校1年生・御厨仁は霊感が強い少年。彼は地区展に出展するため、切り倒された神木を元に手彫りの精霊像を作っていた。すると地面に置いていた精霊像が砕け、中から「産土神」を自称する少女、ナギが現れた。神木が切り倒されてしまったために仁が住む神薙町には災厄を生むとする「ケガレ」が出現する。それを退治する為に仁とナギの共同生活が始まった。ナギの妹ざんげちゃん、幼馴染のつぐみなどを交え、明るく楽しい日常が繰り広げられるが、ナギが「ケガレ」についての詳細を不自然な程に知らなかったり、時々記憶が途切れたり、人格が変わったりして自我が脆弱であることが判明する。仁は未熟な自分と彼女を重ね合わせ、2人は共に自分探しを始める。
ナギの人格が変わるのを不審に思った仁は思い切ってナギのもう一つの人格（かんなぎ様）に話しかけてみると会話が成立し「ナギの正体を知るとナギが崩壊する」ことを告げられると共に、樹のイメージの夢を見る。謎をはらんだまま夏の合宿へと舞台は移動し、仁たちは他の街を守護する神と出会う。そこで「神」は「分身霊」と呼ばれる複数の人格を持ちそれぞれの自意識は同一である事が判明する。つまりナギは、何故か自意識が上位の人格と同一でない「おかしい」分身霊である事が推察された。
ナギの謎の全容がなかなか明らかにならない中、仁はナギの知り合いであるという謎の人物・大東（おずま）と出会う。彼は実はケガレが集まった存在であった。仁はナギへの恋心を自覚し、デートを持ちかけ告白を試みる。しかし、そこにデートを邪魔しにざんげちゃんが現れ、「大東はナギの想い人」であると仁に告げ動揺を誘う。大東と再会したナギは記憶が戻り、大東を自ら身体に取り込み穢れ、自分を祓うようにざんげちゃんに頼む。そして、ざんげちゃんによってナギは消滅させられてしまう。
ナギの消滅で悲しみにくれる仁だったが、修験者である祥峰の助けを借り、文化祭にナギを復活させることに成功。ナギを霊視する度に視える樹のイメージの正体は「因果の樹」（因果＝縁）であり、ナギは縁結びの神である事が判明した。しかし、再度顕現したナギは仁の記憶を失っていた。ナギの謎を明らかにすべく、仁は祥峰の助けを借りナギを霊視し、過去を覗き見る。過去の世界、中世の日本でナギはかんなぎ様と呼ばれ崇められていたが、神らしい人間味に欠けた人格だった。ナギはその威光から賊に目をつけられていた為、修験者である大東が護衛につけられた。大東は自分自身も人間味に欠けた人生を送っていた苦い経験から、ナギの冷たい人格を憂慮した。大東は御厨の女である雲雀と出会い結婚し、彼女と共に「人」としての生き方をナギに教えて行った。ナギと大東はやがて賊の攻撃である蟲毒（ケガレ）と対峙し、これを祓おうとするが、蟲毒が呪いを自己増殖する為ナギの戦闘では祓い切れず、大東が自身の身体に呪いを閉じ込めることによってこれを封じた。しかしそれでは大東が人として生きる事も死ぬ事も出来ない為、改めてナギが自身の身体に大東を取り込み、彼を人として転生出来るようにした。その結果ナギの土地である神薙の地は何百年も穢れることとなった。穢れたナギは妹によって祓われた。これらの過去を見て、仁は「大東はナギの恋人ではなく、ナギを人間にしてしまった人」と悟る。このエピソードで大東と雲雀が仁の先祖であることが示唆されている。
縁を辿る旅の終わりで仁とナギはかんなぎ様と出会う。「ナギは自由意志を持ってしまった為に産土神として振舞わない恐れがあるので上位人格が意識に干渉していた」真実を知る。仁がナギの心を自由にしてやって欲しいと頼むと、かんなぎ様は「ナギとの縁を切る」と告げる。その真意が分からないまま日常に戻った仁は、改めてナギに恋心を告白する。

## 登場人物

### 主要人物
ナギ
声 - 戸松遥
仁が神薙（かんなぎ）の木（神薙神社の御神木・ナギの木の一部）を材料にして作った木像と神薙の土（御厨家の庭の土）を依り代として現世に顕現した少女。身長は155センチメートル。一人称は「妾」（わらわ）、二人称を「そち」と話し、気位が高く、性格は高飛車で傲岸不遜。自らを産土神（うぶすながみ）と自称するがお菓子を食べながらテレビを観賞したり、親父ギャグを言っては自分でウケたりと全く神らしくない。お菓子の中でも特にうまいん棒（アニメではおいしん棒）が大好物で、潰してご飯にかけたりしている。料理は包丁遣いなどもうまく見た目はいいが味がおかしい。
土地内に現れる穢れを祓うことを使命としているが、直接触れることができないため、祓う際は仁に手伝ってもらっている。玩具の魔法ステッキに半紙を貼り付けたオオヌサを武器とする。
途中で仁の通う学校に編入する。伶俐との取引により才女という名目で特待生扱い。
神薙神社の管理をしていた5軒の内の1つで、第一の産子の家とされる上森家の老婆・シゲには「かんなぎ様」と呼ばれている。
穢れが何かは知っているものの、穢れを放置するとどうなるか知らないなど神としての記憶をほとんど持っておらず、一時自分が神かどうか分からなくなり、思いつめて家出するが仁の説得により吹っ切れる。ただし、ナギから欠落している情報をナギが知ると壊れてしまうという。
正体は「かんなぎ様」の分身霊の一つ。元はかんなぎ様と人格を共有していたが、自由意志を持ったことで別の人格となった。
アニメOPではアイドルタレントとしての活躍シーンが描かれている。OPで沢山のファンにペンライトで応援を受けステージをこなす 他に、メインキャラが扮する業界関係者との様々な関係シーンが挿入される。
「かんなぎ様」
ナギに降臨する別の人格。別人格として現れたときのナギの記憶は曖昧、もしくは一切ない。ざんげちゃんや大東からは上位人格と呼ばれた。
上品な現代語を話し、神らしく上品で丁寧だが、どこか人を食ったような浮世離れした雰囲気を漂わせる。
仁と初めて対面した時は死んだ子猫を自分の体の中に取り込み、黄泉の国に送るなど土地神らしい力を見せた。
ナギに降臨する際にはかなりのエネルギーを消耗するらしく、仁の家で降臨した際には仁に体を密着させ体温の供給などを受けた。仁を初めとした産子たる人間、そしてナギに対しても博愛に似た神らしい愛情があるらしい。
一度は「ここから先はノータッチ」と言ったが、仁がナギについての手がかりを得るためにナギの服を霊視した際に現れ、ヒントを与えた。
仁が子供のころに見たナギ
冒頭に登場するナギ。現在のナギはこのころの仁に関する記憶が一切無い。当時のナギは穢れを容易に祓うことが出来る。
仁が作った精霊像はこのころのナギがモデル。
御厨 仁（みくりや じん）
声 - 下野紘（幼少時：沢城みゆき）
1人暮らしをしている高校1年生。大鉄にあこがれ美術部に所属。しかし美術のセンスは壊滅的で、貴子や紫乃にだめ出しを食らったり、秋葉の同人誌の手伝いをしたときには秋葉に「腹がよじれる」など言われている。しかし木の彫刻は上手らしく、幼少期にナギそっくりの精霊みたいなものと会った経験から、友人の大鉄から譲られた神木の一部を材料に「手彫り製樹の精霊像」を作成し、それを依り代として顕現したナギと出会った。
部活の先輩である貴子から「トゥーピュアピュアボーイ」というあだ名を命名されるほど純情な性格。自身の外見にコンプレックスを持っているため、男らしさにこだわり、友人の大鉄が憧れの存在。ただし、美術部員+αで海に行ったとき、顧問のマッチョぶりに引き寄せられた。大鉄に憧れるあまり芸風を真似しようとするが、先輩たちに全力でダメ出しをされた。
ご飯やパンなど大抵の料理にソースをかける変わった味覚を持っている。歌は下手。
霊が見える体質で、普通の人には見えない虫の形をした穢れを見ることができ、直接触れることもできる(本来は特別な修業をしたものしか触れられない)。このため、ナギの穢れを消す手伝いをしている。当初は神であるナギに敬語であったが、彼女のあまりの迷惑さに腹を立て廃止。以降はタメ口である。
部活メンバーではある意味正常な人間で、曲者揃いのメンバーに突っ込みを入れている。
後にナギへの好意を自覚した。ただし、胸については大きい方が好き。
祟り神となって祓われたナギを再び降臨させるための手がかりを得るために祥峰（後述）の指導の下に修業し、霊視を行う事が出来るようになった。
つぐみの失言で大鉄との同性愛疑惑が広まった挙句、それを相殺しようと女が好きだと表明するためにつぐみ&ざんげとイチャついたため（ナギ発案）、「四股男」と言われている。
アニメOPではアイドル・ナギのマネージャーとして登場。透過度の低いサングラスを着けて、大挙するファンを排除、ナギに道を作るシーンが描かれている。
青葉 つぐみ（あおば つぐみ）
声 - 沢城みゆき
高校1年生。仁の幼馴染み。身長は158センチメートル。誕生日は4月25日。親に仁の世話を任されている。料理は玉子焼きとおひたししか作れず、現在勉強中。
それまでは保護者という認識だったが、ナギやざんげちゃんの登場により仁を特別な存在だと意識し始める。ナギが学校に忍び込む折、サイズが合わなくなった制服を譲って以降は、ナギとも親交がある。
仁の関係で美術部に出入りを繰り返すうちに貴子から「半分部員みたい」と言われている。アニメ版では、貴子に「トゥーシャイシャイガール」とからかわれている。
胸のサイズは太ったか否かでBとCを行ったり来たり。
秋葉の持ってきていた同人誌を読んで、若干腐女子の芽が出た模様。
アニメOPではナギの友人タレントとして登場。茶の差し入れシーンが描かれている。
ざんげちゃん
声 - 花澤香菜
ナギの妹で、川向こうに分社を立てる際、同じナギの木を株分けした存在。本体の木が神社内に存在するため、下記の白亜の身体を依り代としている。
神薙町で「ざんげちゃん」として人々の悩みを聞き、ざんげちゃんFC（ファンクラブ）を創設するなど、ローカルアイドルとして活躍している。アイドルになったのはただ単に信仰者を集めることにより神として存在し続けたいためである。アイドル時は明るく振る舞っているが、実の性格は腹黒く少々サディストの気もあり、姉のナギとは仲が良くない。
人間の肉体を依り代とするため、穢れを素手で直接祓うことができる。ただし、神としての使命感はなく、どうでもいいと言い切っている。
不器用なので料理や裁縫が苦手だが、時々白亜と入れ替わることによりカバーしている。ただし、心の中で会話することはできないらしく、表に出ている方が独り言のように喋る必要がある。
引っ込みがちな白亜の性格を嫌っているが、友達を作りたい時は助力もする（アンナと広美には「二重人格」と説明している）。
ざんげが表に出ているときも白亜にはその行動が見えているため、時々白亜のために仁に対し白亜がドキドキするような大胆な行動を取る事も。
正体は「かんなぎ様」の分身霊の一つで、遥か昔には産土神として祀られていた家系の双子姉妹の妹として生まれた。
アニメOPではアイドル・ナギのライバルとして登場。記者会見場でナギと張り合うシーンが描かれている。
涼城 白亜（すずしろ はくあ）
声 - 花澤香菜
ざんげが憑依している少女。身長は155センチメートル。後述の怜悧の娘。高校2年生。
かつて神薙神社の管理をしていた5軒の内の1つ、依代家（よりしろけ）の子孫。代替わりを繰り返すうちに現在の姓になった。真面目だが人見知りをする性格。料理が得意。父の思いとは裏腹に、ざんげの依り代になることに同意している。
生まれつき霊媒体質のため悪霊を惹きつけやすく、その度に憑依されることに悩み苦しんでいた。自身の人生に絶望して首を吊って自殺しようとした際、首を吊ったナギの木が折れ、ナギの木の神・ざんげに憑依される。それ以降、その身にざんげを宿し続けている。ざんげに対しては悪感情は持っていない。時折、自身の意思かざんげの力が弱まるなどで憑依状態が解除されることがある。
幼少のころ、仁と出会ったことがあり、仁は「白亜」と発音できず「あくあ」と呼ばれた。それ以降、仁に好意を持っている。

### 美術部員
響 大鉄（ひびき だいてつ）
声 - 星野貴紀
高校1年生。仁の友人で美術部員。寡黙な大男で、高校生に見られないことを少々気にしている。子供に脅えられたりする。中学生時代は周囲から不良扱いをされており、親しい友人は大鉄に憧れていた仁だけであった。ある伝で手に入れた神薙の木を仁に譲渡しており、ナギがこの世に顕現するきっかけを作った人物でもある。大胆で繊細な作品を得意とし、ペインティングナイフだけで描くという技術も見せる天才。歌唱力も高く、部員内での親睦会のカラオケ大会で、初めて人前で歌ったにもかかわらず皆から高評価され、また、木村貴子から絵の才能も含めて評価されている。幽霊やゴキブリなどが苦手であるなど、見た目にそぐわぬ意外な一面も見せる。
ナギ同様猫が好き。アニメ版ではナギが押入れに閉じこもっているのを仁が家から出てこないと勘違いして励ますなど、友人思いの好青年である。
ナギと仁の話を立ち聞きしたことで2人が姉弟でないことを知り、ナギとは仁を巡ってライバル関係に陥いる。ナギが神木の祟りを吹聴したことにより神罰を恐れパニックに陥るが、雷と共に土から現れたナギの別人格により救われる。
仁に対しては『かわいい』と評したり、自分の筋肉よりも顧問の筋肉に引き寄せられた時は必死に自分のほうを向かせようとしたりするなど、微妙な感情を持っている模様。
アニメOPではカメラマンとして登場。ナギのアイドルピンナップ撮影シーンが描かれているが、アングルの関係で顔が全く見えない。
秋葉 巡（あきば めぐる）
声 - 柿原徹也
高校1年生。美術部員。左利き。見た目は普通だが、典型的なアニメオタク。本人曰く他のオタクとは違うらしい。オタクへの偏見を徹底的に嫌う。いわゆる一般人をオタクの世界に引き込むのを好まず、貴子がオタク用語などに詳しくなっていくことをあまり快く思っていない（ただし、自ら地雷を踏んだこともある）。ただしその話題になると、早口でオタク知識を説明してくれる。クラブの時間を利用して雑誌投稿用の漫画を描いているが、作画以外の点では素人で、貴子と紫乃に袋叩きに評された。絵の上手い作家の本は買ってしまうらしく、成年向けと思われる同人誌を学校に持ってきていたりしていた（女性向け込み）。
アニメOPでは映画監督として登場。主演映画撮影にてナギを演技指導するシーンが描かれている。
木村 貴子（きむら たかこ）
声 - 早水リサ
美術部部長の眼鏡っ子。可愛い女の子が可愛い格好をしているのを見るのが好き。腐女子の気があり、興奮すると鼻血を出す。メイド喫茶に行って以来、色々と腐女子用語を調べるようになり、段々とオタク知識に詳しくなっている。挙句の果てには秋葉すら知らない言葉まで知っているようになった。歌うと普段とは似ても似つかぬ、かなりのアニメ声になる。
アニメOPではダンサーとして登場。ナギにダンスの指導をするも、その下手さに頭を抱えるシーンが描かれている。
大河内 紫乃（おおこうち しの）
声 - 中原麻衣
美術部副部長。貴子と仲が良く、常に一緒にいる。おっとりした性格で、お嬢様風の話し方をする。普段は細目だが、歌うと何故か目が開くらしい（それが理由で、貴子に歌わせないようにと言われた）。部内で一番のナイスバディの持ち主でもあり、仁が海でそれを見た時は思わず引き寄せられた。なお、最近の腐女子レベルは貴子と同等。家が資産家で、プライベートビーチを持つ親戚がいる。海神の分身霊である神崎みうとは親戚関係。
アニメOPではメイクアップアーティストとして登場。化粧室でのナギのメイク及び談笑シーンが描かれている。

### 高校関係者
涼城 怜悧（すずしろ れいり）
声 - 三宅健太
仁の通うミッション校の宗教学の教師。白亜の父親。牧師であり、一族が学校の創立に関わった有力者でもある。娘の白亜を様々な怪異から救うため、オカルトや宗教関係に詳しくなった。私立校が営利団体であるということを利用してナギを特待生として特別に学校に入学させる代わりに、白亜を解放してほしいと頼む。見た目とは裏腹に親バカ。白亜とざんげちゃんの関係についての事情は良く知らないが、ざんげちゃんが大胆な行動に出ると、親バカの性格がもろに出る。毒蠍先生が若干苦手。かつて、娘の体質に真っ向から取り組まなかったためにその傷を大きくしてしまった。
毒蠍 刺之助（どくさそり さしのすけ）
声 - 八奈見乗児
美術部顧問。白い髭が特徴でオネエ言葉で話す。学校の敷地にある倉庫の地下をアトリエとしており美術部にはあまり顔を出さない。毎年美術部の新入生への洗礼として、サークル棟で新入生を怖がらせている。海のシーンでは、海の男らしく意外にも筋肉質。
芳賀島（はがしま）
声 - うえだゆうじ
生徒指導および国語担当の教員。ナギの学校の無断侵入の尋問をした。前頭部が禿げており、生徒からは「禿島」と呼ばれている。
吉田 アンナ（よしだ - ）
声 - 小野涼子
ざんげ（白亜）の友人。1年生のときに一度白亜と喋ったことがあった。ややヅカの気があり、白亜を見初めて親しくなろうとした。
佐藤 広美（さとう ひろみ）
ざんげ（白亜）のもう1人の友人。ぽっちゃり体型。

### 竜神の関係
竜神（りゅうじん）
仁達が海神の岩屋から出たところで目撃した竜。精神は海有達と共有している。男。
神崎海有（かんざき みゆう）
紫乃の親戚。汐見市のアイドル的存在であるため、ざんげちゃんとは仲が悪い。正体は竜弥と同じ竜神の分身霊であり、人であり神でもある。そのため、穢れを素手で祓うことが出来る。
ざんげちゃんが穢れを投げつけてきたため、ナギとざんげちゃんを祟り神と疑う。
将来竜弥と結婚するつもりらしいが、その精神は他の分身霊と共有であるため、ナギからは一種の自己愛と評された。
竜弥（りゅうや）
海有の親戚。医学部志望で医学関係の本を熱読している。正体は竜神の分身霊。
ぐーじ
汐見神社の宮司。正体は竜神の分身霊。
しちょー
汐見市市長。正体は竜神の分身霊。

### その他
大東（おずま）
ざんげちゃんが集めた穢れが集まり現れた謎の人物。通称、おっくん。料理にマヨネーズをかけて食べたり、ダジャレを言ったりするなど、ナギと似ているところがある。
少年の姿で現れたが、後に穢れの量が増え大人の姿となった。
かつてナギの知り合いで、再会し記憶を取り戻したナギが取り込み消滅した。また、後述の祥峰が身を置いていた寺の修験道の開祖だったらしい。
ざんげちゃんは大東を「ナギの恋人」と表現したが、ナギの過去を探るエピソードで、実は恋人ではなく、すべてがざんげちゃんの勘違いという事が明らかとなる。
仁の先祖と推察される人物。妖力が強く300年程生きていた為、ナギに「天狗」と指摘された。
仁の父親
名前は明かされていない。大学教授で専攻は宗教社会学。日本国外でフィールドワークをしており、電話の届かない所にいるため、一切連絡が取れていなかった。仁を日本に残すにあたって一人前にするべく、中学時代は仁の予習復習を付きっきりでしてあげていた。つぐみに仁の保護者役を任命した人でもある。破天荒な性格らしく、つぐみがナギは腹違いの姉だと紹介された時、「おじさんならありうる」と言われるなど、その信頼度は微妙。かつて神薙町の神様を見たことがあるという。
ロリッ子キューティー
声 - MAKO
ナギと秋葉が見ているアニメの主人公。ナギはこれを見て祓い具を考案した。
キューティー上司
声 - 四宮豪
ロリっ子キューティーが倒れた時に現れた。キューティーの再生に関わる何かを持って来た。
火上 祥峰（ひのうえ しょうほう）
ナギが祓われた後、御厨家の前で行き倒れていた謎の少年。修験者としての修行の為に全国を旅している最中で、仁のような霊感体質の人間にしか見えないがコノハ・コノミという蝶と天道虫の姿をした木霊の護法を連れている。大東のことを調べる為に神薙町へやって来て、ナギが消えてしまい気落ちする仁に彼女を再降臨させればいいとアドバイスを送り、協力することになる。仁やつぐみなど同い年の相手にも「さん」付けで呼びかけ、敬語で話す。
一見すると中性的な容姿の美少年であり、つぐみですら「女子力で負けている」と認める程家事能力も高いが、実は旅を続ける上で面倒を回避する為男装しているれっきとした女の子。浴室に入られたり洗濯物の下着を触られたりすることを嫌がることから性別を知らなかった仁に「潔癖症」と評されていた。しかし、後に性別は白亜と仁にバレてしまう。霊感の強さ故に寺に押し付けられたらしく、修行好きで山から何でも学ぼうとするところがコノハとコノミ曰く「ちょっと大東に似ている」という。
雲雀（ひばり）
仁の先祖で、仁のようなつぐみのような容姿をしている。お社の御厨で働く身寄りのない少女。大東と結婚し「御厨」の姓を名乗った。

## スピンオフ漫画
『かんぱち』は、原作：武梨えり、漫画：結城心一による日本の漫画作品。『月刊ComicREX』（一迅社）にて、2010年4月号より2016年5月号まで連載された。『かんなぎ』のスピンオフ作品に当たる。登場人物は『かんなぎ』と共通しているが、「かんぱち」や「さんごちゃん」といったオリジナルキャラクターが登場し、原作よりもコミカルな作風で描かれている。単行本は全10巻。タイトルは魚のカンパチと「かんなぎ」のぱちもんであることから。
2012年9月号からは、『ゆるゆり』（なもり）とのコラボ作品である『ゆりぱち』が一時的に連載していた。

### 登場人物
※ここでは、『かんぱち』のみに登場する人物を挙げる。
パチ
魚のカンパチの神。つぐみが仁の家へお裾分けに持ってきたカンパチの切り身が顕現した存在。ナギを小さくしたねんどろいどのような姿をしており、髪の部分の一部が魚のひれのような形をしている。ナギに姿が似ているのは、出雲の地でナギを見て以来ナギの大ファンとなり、彼女を慕うあまりに声や姿形をナギそっくりに変えたため。顕現して以来はナギを慕って妹として扱って欲しいと頼み、ひと騒動の後に仁の家に居候する。元が魚の切り身のためか、形を変形させることができ、叩かれても歪むだけだったり、伸びたり、膨らんだり…と、様々な形に姿を変える。ナギそっくりに姿を変えただけあって口調もナギそっくりだが、妾を「ワラワ」と言うなど、カタカナ交じりの言葉を喋る。
さんごちゃん
ざんげちゃんそっくりの姿をした少女。ざんげちゃんに憧れており、自分を「悪魔の力を身につけた正義の幼女」と主張し、ざんげちゃんのような悪と戦うヒロインになろうとしている。性格は傍若無人。ざんげちゃん同様にひとつの体に2つの魂が宿っているが、人間の魂の方が普段隠れているざんげちゃんとは逆に、表に出ている方が少女本人で、少女の影に隠れているもうひとつの人格が「さんごちゃん」であり、サンゴの神である。さんごちゃんが少女の体に宿ったのは、少女がサンゴを破壊するのを止めさせようとしたためだが、逆に少女に乗っ取り返され、少女が「悪魔の力を身につけた」と誤解する原因となった。本名は鈴木亜未（すずきあみ）。ざんげちゃんの胸や仁のミョウガにぶら下がるのが趣味。
ワラワラ
パチの分身霊（わけみたま）。パチが顕現したカンパチの骨を肥料に育った植物から顕現した存在。土の養分で大量に増えたり、自由に小さくなることが出来る。パチはワラワラに対して「学級委員程度の権限しかない」ので勝手に行動し、パチの言うことにはあまり従わない。
アホバうぐみ
正式名「アホバートル・ウーパールーパーみたいなの」。つぐみのような顔をした両生類。カップ焼きそばが好物で容器に乗って飛ぶことが出来る。つぐみ本人にはまだ存在が気付かれていない。
じゅん子
仁が女装した姿。ナギだけが正体に気づいていない。ツインテールのカツラにメイド服がデフォルト。

## 書誌情報

### 単行本
- 武梨えり 『かんなぎ』 一迅社〈REXコミックス〉、全12巻
  1. 2006年8月9日発売、ISBN 4-7580-6015-0
  2. 2007年2月9日発売、ISBN 978-4-7580-6042-4
  3. 2007年8月9日発売、ISBN 978-4-7580-6065-3
  4. 2008年2月9日発売、ISBN 978-4-7580-6085-1
  5. 2008年8月9日発売、ISBN 978-4-7580-6105-6
  6. 2008年11月8日発売、ISBN 978-4-7580-6117-9
  7. 2012年4月27日発売、ISBN 978-4-7580-6303-6
  8. 2013年6月27日発売、ISBN 978-4-7580-6382-1
  9. 2014年8月2日発売、 ISBN 978-47580-6458-3
    - ドラマCD付き特装版、ISBN 978-4-7580-6459-0

  10. 2015年8月5日、ISBN 978-4-7580-6509-2
  11. 2016年7月27日発売、ISBN 978-4-7580-6606-8
    - 特装版、ISBN 978-4-7580-6617-4

  12. 2017年7月27日発売、ISBN 978-4-7580-6672-3
    - 特装版、ISBN 978-4-7580-6677-8
- 武梨えり（原作） / 結城心一（作画） 『かんぱち』 一迅社〈REXコミックス〉、全10巻
  1. 2010年10月27日発売、ISBN 978-4-7580-6222-0
  2. 2011年5月27日発売、ISBN 978-4-7580-6247-3
  3. 2012年4月27日発売、ISBN 978-4-7580-6298-5
  4. 2012年10月27日発売、ISBN 978-4-7580-6340-1
  5. 2013年6月27日発売、ISBN 978-4-7580-6385-2
  6. 2013年12月27日発売、ISBN 978-4-7580-6419-4
  7. 2014年7月26日発売、ISBN 978-4-7580-6460-6
  8. 2015年2月27日発売、ISBN 978-4-7580-6493-4
  9. 2015年7月27日発売、ISBN 978-4-7580-6532-0
  10. 2016年7月27日発売、ISBN 978-4-7580-6607-5

### 小説
- 武梨えり（原作） / 竹井10日（著者） / 桐野霞（挿絵） 『かんなぎ 〜校内ケガレ浄化合宿〜』 一迅社〈一迅社文庫〉
  - 2008年12月20日発売、ISBN 978-4-7580-4046-4

### 関連書籍
- 『かんなぎ アンソロジーコミックVOL.1』2008年11月25日発売、ISBN 978-4-7580-6121-6
- 『かんなぎ アンソロジーコミックVOL.2』2009年1月25日発売、ISBN 978-4-7580-6125-4
- 『かんなぎ 公式ファンブック』2017年7月29日発売、ISBN 978-4-7580-1565-3

## テレビアニメ
2008年10月より第十三幕まで放送され、未放送の第十四幕はDVDに収録された。アニメ放送当時は原作版の連載が続いていたため結末はほぼアニメオリジナルになっている。

### スタッフ
- 原作 - 武梨えり（一迅社刊『月刊Comic REX』連載）[6]
- 監督 - 山本寛[6]
- シリーズ構成 - 倉田英之[6]
- キャラクターデザイン - 三間カケル[6]
- 総作画監督 - 門脇聡[6]
- プロップデザイン - 中路景子[6]
- 色彩設計 - 中島和子[6]
- 美術監督 - 森川篤[6]
- 撮影監督 - 廣岡岳
- 編集 - 坪根健太郎[6]
- 音楽 - 神前暁[6]
- 音響監督 - 菊田浩巳[6]
- プロデューサー - 岩上敦宏、落越友則、杉野庸介
- アニメーションプロデューサー - 清水暁
- プロダクション協力 - Ordet[6]
- 制作 - A-1 Pictures[6]
- 製作 - アニプレックス、一迅社

#### 英語版スタッフ
- 字幕 - バングズーム! エンタテイメント
- DVDオーサリング - NightJar, LLC.
- Licensed by Bandai Entertainment

### 主題歌

#### オープニングテーマ
「motto☆派手にね!」
作詞 - 辛矢凡 / 作曲・編曲 - 神前暁 / 歌 - 戸松遥
- 第十三幕はオープニングがなく、エンディングテーマとして使用。

#### エンディングテーマ
「産巣日の時」（むすひのとき）
作詞 - 辛矢凡 / 作曲・編曲 - 神前暁 / 歌 - 戸松遥
- 第七幕、第十幕、第十三幕を除く。

「しりげやのテーマ」
作詞・作曲・編曲 - 神前暁 / 歌 - しりげ隊
- 第十幕。

第七幕はエンディングテーマなし（作中アニメロリッ子キューティーの「キューティー大ピンチ!激辛ひつまぶしの逆襲（後篇）」をダイジェストで放送）。

#### 劇中歌
全て第十幕で使用された。これらはDVD第5巻初回限定版のCDに収録されている。
第十幕の冒頭、貴子が入れた曲は「宇宙鉄人キョーダイン」（作詞：石森章太郎、作曲：菊池俊輔、歌：ささきいさお、こおろぎ'73）であり、本編ではイントロ部分のみ使用された。
「イチバンボシ」
作詞 - 山本寛 / 作曲・編曲 - 神前暁 / 歌 - 青葉つぐみ(沢城みゆき)
「I believe you forever」
作詞 - 倉田英之 / 作曲・編曲 - 神前暁 / 歌 - 響大鉄(星野貴紀)
「君とランナウェイ」
作詞 - 倉田英之 / 作曲・編曲 - 神前暁 / 歌 - 秋葉巡(柿原徹也)
「アモーレ青春」
作詞 - 武梨えり / 作曲・編曲 - 神前暁 / 歌 - 御厨仁(下野紘)
「ハロー大豆の歌」
作詞・作曲 - 武梨えり / 編曲 - 神前暁 / 歌 - ナギ(戸松遥)
- アニメの中では「作詞作曲・どっこい大作」。

「純♥愛（ぴゅあらぶ）・ジェネレーション」
作詞 - 武梨えり / 作曲・編曲 - 神前暁 / 歌 - 木村貴子(早水リサ)
- アニメの中では「作詞・竹奈　志襟 / 作曲・チャーリー 轟」。

「Delicateにラブ・ミー・プリーズ」
作詞 - 山本寛 / 作曲・編曲 - 神前暁 / 歌 - ざんげちゃん(花澤香菜)
- アニメの中では「作詞・松木 崇 / 作曲・堤 恭平」。

#### BGM
第十一幕 ブルックナー 交響曲第7番 第1楽章冒頭が使用された。

### 各話リスト
| 話数     | サブタイトル                                       | 脚本     | 絵コンテ      | 演出         | 作画監督          |
| -------- | -------------------------------------------------- | -------- | ------------- | ------------ | ----------------- |
| 第一幕   | 神籬（ひもろぎ）の娘                               | 倉田英之 | 山本寛        | 山本寛       | 門脇聡            |
| 第二幕   | 玉音アタック!                                      | 倉田英之 | 畑博之        | 鎌倉由実     | 沼田誠也          |
| 第三幕   | スクールの女神                                     | 倉田英之 | 五木巌        | 平向智子     | 後藤孝宏 亀谷響子 |
| 第四幕   | シスターーズ                                       | 倉田英之 | 平池芳正      | 森義博       | 古川英樹          |
| 第五幕   | 発現! しょくたくまじんを愛せよ                     | 倉田英之 | 平池芳正      | 山内東生雄   | 浦和文子 大麦若葉 |
| 第六幕   | ナギたんのドキドキクレイジー                       | 倉田英之 | 角田充        | 高島大輔     | 野田康行          |
| 第七幕   | キューティー大ピンチ! 激辛ひつまぶしの逆襲（後篇） | 倉田英之 | 山本寛        | 吉岡忍       | 松尾祐輔          |
| 第八幕   | 迷走嵐が丘                                         | 本田透   | ひいろゆきな  | ひいろゆきな | 河合拓也 亀谷響子 |
| 第九幕   | 恥ずかしい学園コメディ                             | 髙橋龍也 | 小美野雅彦    | 土屋浩幸     | 川崎愛香 河野真貴 |
| 第十幕   | カラオケ戦士 マイク貴子                            | 倉田英之 | 吉岡忍        | 吉岡忍       | 赤井俊文          |
| 第十一幕 | でも、あやふや                                     | 倉田英之 | 神楽坂時市    | 名取孝浩     | 中路景子          |
| 第十二幕 | ほんとうにエフェメラル                             | 倉田英之 | 岡村天斎      | 鎌倉由実     | 野田康行 河合拓也 |
| 第十三幕 | 仁、デレる                                         | 倉田英之 | 山本寛 吉野宏 | 山本寛       | 松尾祐輔 門脇聡   |
| 第十四幕 | もしもこんな『かんなぎ』があったら…                | 倉田英之 | 山本寛        | 山本寛       | 門脇聡            |

### 放送局
| 放送地域   | 放送局       | 放送期間                       | 放送日時           | 放送系列                      | 備考                            |
| ---------- | ------------ | ------------------------------ | ------------------ | ----------------------------- | ------------------------------- |
| 東京都     | TOKYO MX     | 2008年10月4日 - 12月27日       | 土曜 22:30 - 23:00 | 独立UHF局                     |                                 |
| 近畿広域圏 | 毎日放送     | 2008年10月4日 - 12月27日       | 土曜 27:25 - 27:55 | TBS系列                       | アニメシャワー第4部             |
| 福岡県     | TVQ九州放送  | 2008年10月6日 - 2009年1月5日   | 月曜 25:53 - 26:23 | テレビ東京系列                |                                 |
| 愛媛県     | 南海放送     | 2008年10月7日 - 12月30日       | 火曜 25:35 - 26:05 | 日本テレビ系列                |                                 |
| 千葉県     | チバテレビ   | 2008年10月8日 - 12月31日       | 水曜 26:30 - 27:00 | 独立UHF局                     |                                 |
| 宮城県     | 東北放送     | 2008年10月9日 - 2009年1月8日   | 木曜 26:14 - 26:44 | TBS系列                       | 作者の出身地と作品の舞台        |
| 埼玉県     | テレ玉       | 2008年10月10日 - 2009年1月2日  | 金曜 25:00 - 25:30 | 独立UHF局                     |                                 |
| 神奈川県   | tvk          | 2008年10月10日 - 2009年1月2日  | 金曜 25:15 - 25:45 | 独立UHF局                     |                                 |
| 日本全域   | アニマックス | 2008年10月13日 - 2009年1月12日 | 月曜 22:00 - 22:30 | CSデジタル放送                | リピート放送あり 『LEVEL 22』枠 |
| 中京広域圏 | 中部日本放送 | 2008年10月15日 - 2009年1月14日 | 水曜 26:00 - 26:30 | TBS系列                       |                                 |
| 北海道     | 北海道放送   | 2008年10月29日 - 2009年1月28日 | 水曜 26:25 - 26:55 | TBS系列                       |                                 |
| 日本全域   | BSジャパン   | 2008年11月3日 - 2009年1月26日  | 月曜 27:30 - 28:00 | テレビ東京系列 BSデジタル放送 |                                 |

### 反響
アニメ制作に先立ってロケハンが行われており、劇中に登場する神薙神社のモデルは作者・武梨えりの出身地付近であることから鼻節神社となった。テレビアニメ放送後には、ファンに聖地として知られるようになった鼻節神社の参拝客が例年の5倍となった。

### 関連商品
サウンドトラックCD
- 「かんなぎ」 なぎおと+なぎうた 完全盤　2012年5月2日発売 発売：アニプレックス、販売：ソニー・ミュージックディストリビューション
DVD初回限定盤特典として収録されていたサウンドトラックCD（全2巻）より、オープニングトークとクロージングトーク（DJ：戸松遥・下野紘、ゲスト：山本寛・神前暁）は省略されている。

ファンムック
- TVアニメ かんなぎ 公式ビジュアルファンブック　2012年5月2日発売　出版社：一迅社
- かんなぎ ナギ写真集　2009年6月6日発売　出版社：一迅社

### DVD ・Blu-ray BOX
1. 2008年11月26日発売 - 第一幕・第二幕収録
2. 2008年12月17日発売 - 第三幕・第四幕収録
3. 2009年1月28日発売 - 第五幕・第六幕収録
4. 2009年2月25日発売 - 第七幕・第八幕収録
5. 2009年3月25日発売 - 第九幕・第十幕収録
6. 2009年4月22日発売 - 第十一幕・第十二幕収録
7. 2009年5月27日発売 - 第十三幕・テレビ未放送エピソード1話（第十四幕）収録
  - 各巻、初回限定版と通常版が同時発売されている。初回限定版にはドラマCDやサントラCD、特典冊子が封入特典として、オーディオコメンタリーが音声特典として追加されている。

- かんなぎBlu-ray BOX 2012年5月2日発売 - 第一幕 - 第十四幕収録
  - Blu-ray化に際し全話再撮影が施されHD化されており、再録されている一部映像特典においても再撮影が為されている。封入特典として48ページのブックレットが付属し音声特典として、DVD初回限定盤版のオーディオコメンタリーが再録されている他、特定の3話分のみ新規オーディオコメンタリーが収録されている。

| TOKYO MX 土曜22:30 - 23:00枠       | TOKYO MX 土曜22:30 - 23:00枠           | TOKYO MX 土曜22:30 - 23:00枠                      |
| 前番組                             | 番組名                                 | 次番組                                            |
| ---------------------------------- | -------------------------------------- | ------------------------------------------------- |
| 鉄腕バーディー DECODE 第1期        | かんなぎ                               | 鉄腕バーディー DECODE 第2期 ↓ The Hills シーズン3 |
| TOKYO MX 木曜24:00 - 24:30 E!TV枠  |                                        |                                                   |
| 博士の異常な鼎談 （23:30 - 24:00） | かんなぎ 再放送 2010年4月1日 - 6月24日 | ミラクル☆トレイン～大江戸線へようこそ～ 再放送    |

## ラジオ
テレビアニメ『かんなぎ』のプロモーションのためのインターネットラジオ番組として、アニメ版公式サイトで配信された。
配信
- タイトル：『かんなぎらじお』
- 配信期間：2008年6月11日 - 2009年4月7日（全10回）
- 配信日：不定期（約月1回）

パーソナリティ
- 戸松遥
- 花澤香菜

コーナー
- 神様、ご近所様!
  - リスナーの周りの「神」だと思う人を紹介する。

- KAMIDAS
  - リスナーから寄せられた「神様業界用語」を紹介する。

- ナギを求めて三千里（仮）
  - 世の中に祭られている変わった神様の、その土地における伝説を紹介する。

- ざんげ一回 百円です
  - リスナーの懺悔したいことを紹介する。

エピソード
- 第1回（2008年6月11日配信）では、パーソナリティは山本寛（監督）、倉田英之（脚本）、戸松遥（ナギ役）の3名で行われた。
- 第2回（2008年7月9日配信）の冒頭のアナウンスで「第1回のパーソナリティの山本寛監督が製作委員会から『その域に達していない』という理由により第2回より戸松遥、花澤香菜に交代する」という断りがあり、アナウンス通り交代された。
- 第4回（2008年9月29日配信）では、放送開始直前の特別編としてスタジオを出て制作会社・A-1 Picturesを訪れた。山本監督も登場。
- 第6回（2008年11月21日配信）では、2008年11月16日に行われた「かんなぎまつり」において公開録音されたものを配信。

## ゲーム
2011年4月8日よりソーシャルネットワーキングサービスのGREEで基本プレイ無料のアイテム課金制のソーシャルゲーム『かんなぎ　forU』が提供されていた。プレイヤーが「かんなぎ」の世界の転校生となって学園生活をおくる恋愛ゲーム。
この他、 TVアニメが、カードRPG「超嫁大戦｣に参戦したりカードコレクションゲーム「嫁コレ｣に参加している。

## 舞台
舞台は、原作・アニメ共に公にされていなかった。これは、一部のファンが実際の舞台と異なる所、特に宮司の居ない神社に勘違いして押しかけたことから、作者が該当する神社などに迷惑が掛かることを憂慮したためである。

### 原作の舞台
原作では、あくまでもファンタジーなので特定の場所は決めていない。

### アニメの舞台
アニメでは監督から「ぜひ具体的な背景資料が欲しい」との要望があり、作者・武梨の出身地である宮城県の仙台都市圏で作者を交えてロケハンが行われた。
アニメの放送が始まると、ファンが「聖地巡礼」と称して舞台と推定される場所を観光して巡る現象が見られた。特に、神社のモデルと見なされた鼻節神社では、参拝客が例年の5倍以上に増加し、また、2009年（平成21年）の年始には、日本各地や香港からのファンが初詣に訪れていた。
これを受け、同神社がある七ヶ浜町の商工会（多賀城・七ヶ浜商工会七ヶ浜事務所）が、『アニメ「かんなぎ」による観光戦略事業実行委員会』を組織して2009年夏にかんなぎに関連した観光キャンペーンを行い、アニメのシーンを用いたテレビCMを流したり、七ヶ浜国際村に「かんなぎ神社」を設置したり、仙台銘菓「萩の月」などを同アニメのキャラクターの包装で包んだ「ナギの月」などに仕立てて景品として配ったりした。また、鼻節神社境内の間伐材で作った「木の精霊像」や「マイはし」も景品として配った。

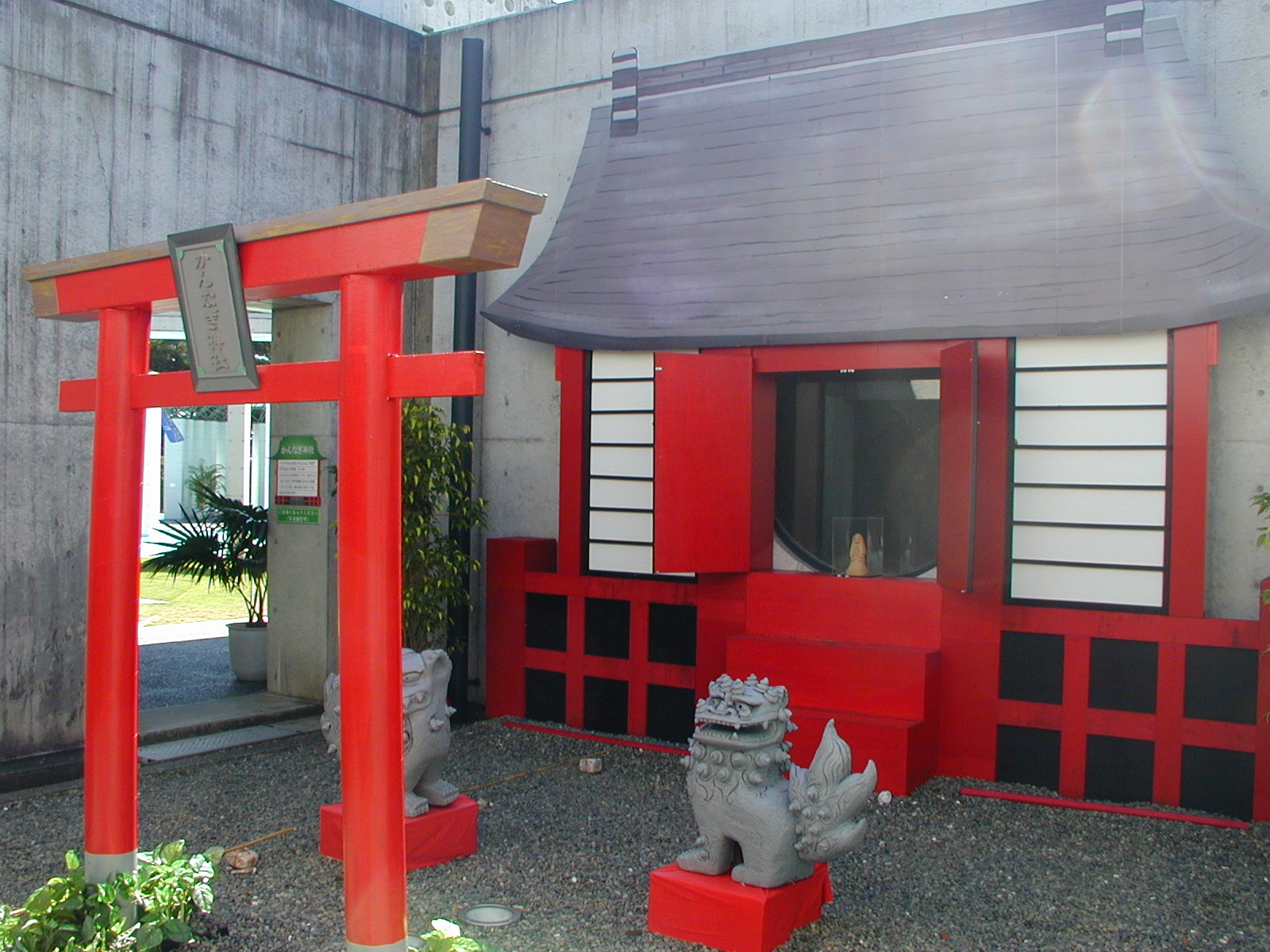
かんなぎ神社（七ヶ浜町・七ヶ浜国際村）。「木の精霊像」がご神体として中央に置かれている。
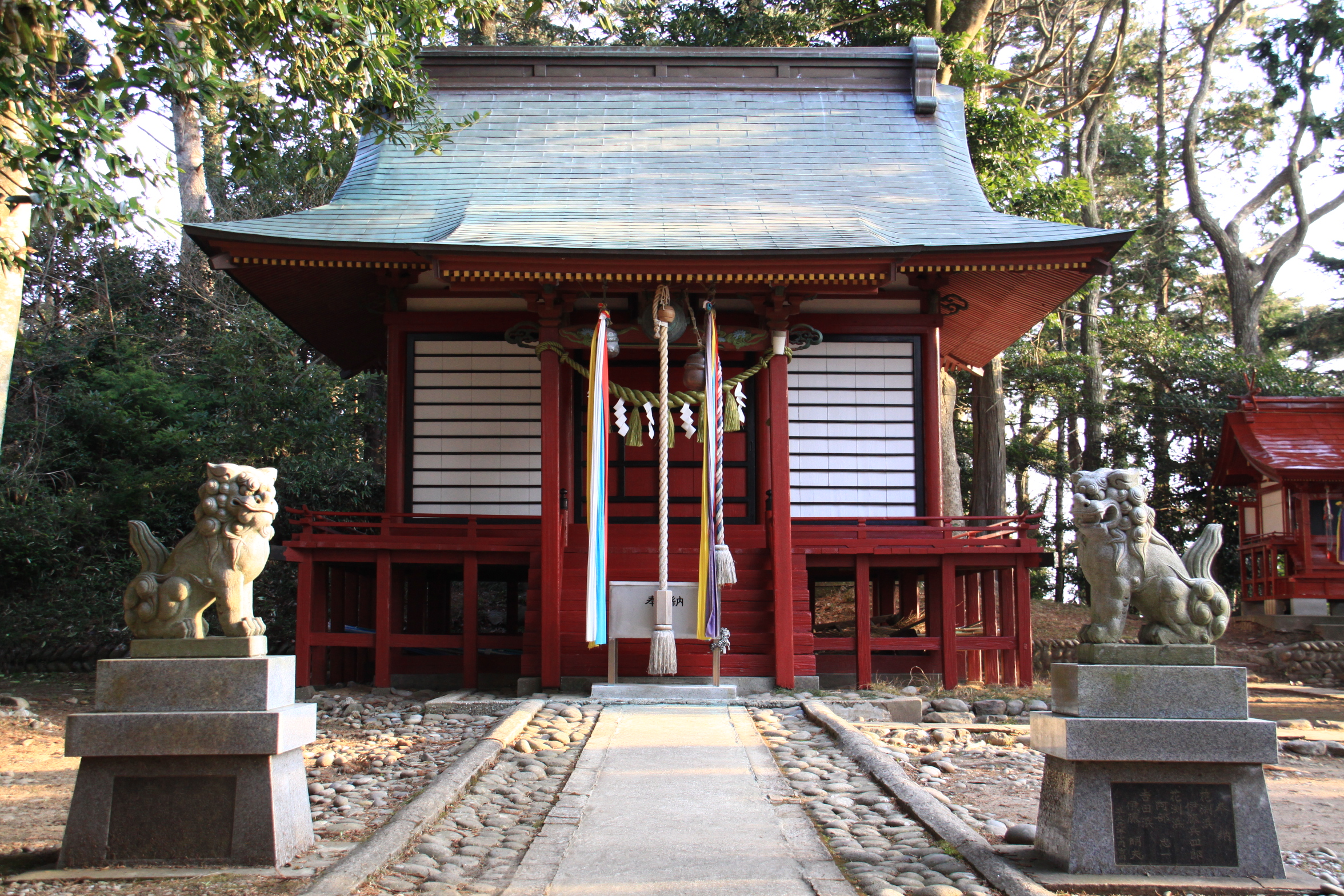
鼻節神社（七ヶ浜町）